# Молдовка
Молдо́вка (Молда́вка) — село в Голованівській громаді Голованівського району Кіровоградської області України.
Населення становить 682 осіб.
В селі — садиба АФ «Урожай», млин, школа (з 1886 р.), клуб, бібліотека, дитячий садок, амбулаторія,. Поклади білої глини.

## Географія
Розташоване за 20 км на південь від районного центру і за 18 км від залізничної станції Ємилівка на річці Нетека.

## Історія
За однією з версій село засноване у 17 ст. молдованами, але є гіпотеза, що його заснували козаки, які ходили походами на Молдавське князівство.
У 1883-87 рр. за готовим проектом дерев'яну церкву в селі будував архітектор Сазонов Василь Васильович

## Населення
Згідно з переписом УРСР 1989 року чисельність наявного населення села становила 712 осіб, з яких 304 чоловіки та 408 жінок.
За переписом населення України 2001 року в селі мешкало 676 осіб.

### Мова
Розподіл населення за рідною мовою за даними перепису 2001 року:
| Мова       | Відсоток |
| ---------- | -------- |
| українська | 97,65 %  |
| російська  | 2,05 %   |
| білоруська | 0,15 %   |
| молдовська | 0,15 %   |

## Уродженці
- Голубович Всеволод Олександрович (1885-1939) — український громадсько-політичний і державний діяч періоду Центральної Ради
- Пахолюк Олександр Михайлович — Заслужений працівник сільського господарства України
- Вінніченко Всеволод Павлович — Заслужений учитель України[5]